# Trhlina (umělecký spolek)
Trhlina je umělecké uskupení ve Slaném. Jejím představitelům se říká Slánští trhlináři.
U zrodu tohoto společenství stáli Josef Kylies a Josef Čížek. Časem se k této dvojici přidala řada dalších osobností, například František Bouda, Václav Fiala, Alois Moravec, Ludvík Kuba, MUDr. Rubeš, Jiří Včelák, Karel Kučera a další. Jejich schůze se konaly vždy v neděli dopoledne v trhlině, tedy v kanceláři firmy Aloise Čížka, původně v mýtném domku č.p. 171 (dnes Třebízského ulice). Zde se diskutovalo o kultuře a umění. Samotný název Trhlina však nebyl tak úplně originální, jelikož se tak jmenoval i Klub cyklistů na Královských Vinohradech. Snaha o změnu názvu byla, avšak bezúspěšná.